# Scott Joplin (film)
Pour plus de détails, voir Fiche technique et Distribution.
Scott Joplin est un film biographique américain réalisé par Jeremy Kagan et sorti en 1977.

## Synopsis
À la fin du XIXe siècle, Scott Joplin, un jeune musicien afro-américain, s'installe dans le Missouri et, pour joindre les deux bouts, trouve un emploi de professeur de piano. Il se lie d'amitié avec Louis Chauvin, qui joue du piano dans une maison close. Joplin compose de la musique ragtime. Un jour, son "Maple Leaf Rag" est entendu par John Stark, un éditeur de partitions à Sedalia, Missouri et plus tard à St. Louis, Missouri. Stark est impressionné, achète les droits de la composition et la vend, Joplin partageant une partie des bénéfices. Les nouvelles chansons de Joplin connaissent également une grande popularité. Chauvin est tout aussi talentueux, mais contracte la syphilis et meurt dans la vingtaine. Joplin devient obsédé par la composition de musique plus sérieuse, mais est continuellement contrecarré dans sa tentative d'écrire et de publier un opéra.

## Fiche technique
Sauf indication contraire, les informations mentionnées dans cette section peuvent être confirmées par les bases de données cinématographiques IMDb et Allociné,  présentes dans la section « Liens externes ».
- Titre original : Scott Joplin
- Réalisation : Jeremy Kagan
- Scénario : Christopher Knopf
- Musique : Scott Joplin et Dick Hyman
- Direction artistique : William Hiney
- Costumes : Bernard Johnson
- Photographie : David M. Walsh
- Montage : Patrick Kennedy
- Production : Stan Hough
  - Producteur délégué : Rob Cohen
  - Producteur associé : Janet Hubbard
- Sociétés de production : Universal Studios et Motown
- Sociétés de distribution : NBC et Universal Studios
- Budget :
- Pays de production :  États-Unis
- Langue originale : anglais
- Format :
- Genre : Film biographique
- Durée : 96 minutes
- Dates de sortie :
  - États-Unis : 11 février 1977

## Distribution
- Billy Dee Williams : Scott Joplin
- Clifton Davis : Chauvin
- Margaret Avery : Belle Joplin
- Eubie Blake : Will Williams
- Godfrey Cambridge : Tom Turpin
- Seymour Cassel : Dr Jaelki
- Otis Day : John
- Mabel King : Mme Amy
- Taj Mahal : pauvre Alfred
- Art Carney : John Stark
- David Healy : Sam Bundler
- Samuel Fuller : l'impresario
- Delos V. Smith Jr. : Wallis
- Lionel Richie : lui-même
- David Raynr : Scott Joplin jeune
- Eugene Jackson : un spectateur du concours de piano
- Ron Taylor : le chauffeur de John Stark